# Mister Olympia 1972
El Mister Olympia 1972 fue la 8.ª edición de la competición profesional de fisicoculturismo, organizada por la Federación Internacional de Fisicoculturismo.
Esta edición se llevó a cabo en el Handelshof, en la ciudad de Essen, Alemania.

## Desarrollo
La competición de esta edición se diferenció de las anteriores por el gran número de participantes y la intensa competencia. La principal rivalidad dentro del torneo seguía siendo la de Arnold Schwarzenegger y Sergio Oliva.
El desarrollo y la puesta en escena del torneo fue muy bien descrita por el escritor Jerry Brainum. En una entrevista realizada por John Hansen reveló que hubo diversidad de opiniones disidentes en torno al ganador. También se supo que Frank Zane mantuvo conversaciones con Brainum y le afirmó que Sergio Oliva debió ser el vencedor por sus condiciones físicas, tanto así que fue percibido por los demás atletas y espectadores. Estas afirmaciones de Zane fueron compartidas por otros culturistas que participaron y también por varios espectadores, según declaraciones de Brainum. El consenso final fue que Oliva había eclipsado a Schwarzenegger y que el resultado final había sido un error.

## Ganador
Nuevamente, el ganador del certamen fue Arnold Schwarzenegger que se coronó por tercera vez después de haber conseguido los otros dos títulos en 1970 y 1971 y de manera consecutiva, donde el cubano Sergio Oliva fue su principal competidor de una rivalidad que se mantuvo activa desde 1969 cuando ambos compartieron por primera vez el escenario en 1969. La elección estuvo a cargo de siete jueces que presenciaron el evento y juzgaron a los competidores. Arnold y Sergio fueron los finalistas; cuatro jueces votaron a favor de Arnold y los tres restantes por Sergio, primero y segundo respectivamente.
Al final de la gala, el italiano Franco Columbu sostuvo que Schwarzenegger fue el legítimo vencedor, en un torneo donde surgieron discrepancias y opiniones divididas sobre el ganador.
| Posición | Culturista            |
| -------- | --------------------- |
| 1        | Arnold Schwarzenegger |
| 2        | Sergio Oliva          |
| 3        | Serge Nubret          |
| 4        | Frank Zane            |
| 5        | Franco Columbu        |